# Aïsja
Aïsja, volledig Aïsja bint Abu Bakr (Arabisch: عائشة بنت أبي بكر, Turks: Ayşe), (614-678) was een van de vrouwen van Mohammed. Binnen de islamitische traditie wordt vaak naar haar verwezen als Moeder van alle Gelovigen, omdat op basis van soera De Partijscharen (Soera 33 Aya 6) de vrouwen van Mohammed hun moeders zijn. Volgens verschillende Ahadith was zij zijn meest geliefde vrouw na Khadija's dood.
Aïsja is een controversiële figuur, vanwege haar rol tijdens de Slag van de Kameel, waarbij zij een leger aanvoerde tegen Mohammeds schoonzoon Ali die getrouwd was met Fatima Zahra, dochter van Mohammed en Khadija. Dit was de eerste strijd die moslims onderling streden, waardoor er een schisma ontstond tussen soennieten en sjiieten en wordt gezien als de klassieke fitna binnen de islam.

## Biografie
Het is niet precies bekend wanneer Aïsja werd geboren. Zij was de dochter van Mohammeds trouwste bondgenoot en later de eerste kalief, Aboe Bakr. Ze behoorden tot de stam van de Qoeraisj, de stam waar Mohammed ook toe behoorde. Volgens de overlevering bekeerde Aïsja zich tot de islam, vlak na haar vader Aboe Bakr. Voordat Aïsja en Mohammed zich verloofden, was Aïsja al eerder verloofd met de Mekkaan Jubair. Na Khadija’s dood verbrak Aboe Bakr Aïsja’s verloving met hem en liet haar verloven met Mohammed.
Volgens de overlevering bleef Aïsja na de dood van Mohammed ongehuwd en leefde in Medina waarvanuit zij meerdere bedevaarten naar Mekka zou gemaakt hebben. Ook voerde zij een oorlog met Ali (schoonzoon en neef van Mohammed). Haar leger verloor uiteindelijk. Daarna leefde zij een rustig leven. Zij overleed waarschijnlijk in het jaar 678.

### Leeftijd bij huwelijk met Mohammed
De leeftijd van Aïsja bij haar huwelijk met Mohammed en de consummatie is controversieel, grotendeels vanwege moderne associaties met pedofilie. Hoewel er een mogelijkheid bestaat dat Aïsja's leeftijd binnen de overlevering is aangepast om haar een eerdere plaats in de chronologie van Mohammeds leven te geven, wordt er door de meerderheid van islamgeleerden van uitgegaan dat Aïsja op zeer jonge leeftijd trouwde, namelijk toen ze 6, 7, 8 of 9 was. Ibn Hisham, een moslimgeleerde die anderhalve eeuw na Mohammed leefde, is de vroegste bron die haar leeftijd expliciet vermeldt. Historici als Tom Holland, menen dat de reden voor het noemen van Aïsja's leeftijd niet zozeer seksueel maar primair politiek was. Door de leeftijd van Aïsja bij haar huwelijk met Mohammed te vermelden, impliceert de schrijver dat Aïsja niet enkel maagd was bij het huwelijk, maar tevens de onmogelijkheid dat eventuele kinderen door iemand anders dan Mohammed zelf zouden kunnen zijn verwekt. Dit is van groot belang voor de latere kalief Aboe Bakr (vader van Aïsja) en zijn nakomelingen die een groot deel van zijn prestige en status ontleende aan zijn positie als schoonvader van Mohammed.

### Islamitische schattingen
Met behulp van berekeningen is het mogelijk op een hogere leeftijd te komen.
De samensteller van de bekende Hadithverzameling Mishkat al-Masabih heeft ook korte biografische aantekeningen geschreven over de vertellers van hadith-rapporten. Hij schrijft onder Asma bint Abi Bakr, de oudste dochter van Aboe Bakr:
Ze was de zus van Aïsja, de vrouw van de Heilige Profeet, en was tien jaar ouder dan zij in 692. Asma stierf naar verluidt op de leeftijd van honderd jaar in 695.
Dit zou Asma 28 jaar oud maken in 1 AH (622-623), het jaar van de hidjra, waardoor Aïsja 18 jaar oud zou worden in 1 AH. Aïsja zou dan 19 jaar oud zijn ten tijde van de voltooiing van haar huwelijk, en 14 of 15 jaar oud op het moment van haar huwelijk. Het zou haar geboortejaar op vier of vijf jaar vóór de oproep plaatsen.
De Hadithverzameling Mishkat al-Masabih bevat echter een Hadith waarin staat dat Aïsja zeven jaar was toen ze met Mohammed huwde en negen jaar was toen ze bij hem ging wonen.
Dezelfde informatie over Asma wordt vermeld door een klassieke commentator van de Koran, Ibn Kathir, in zijn boek Al-bidayya wal-nihaya:
Asma stierf in 73 A.H. op de leeftijd van honderd jaar. Ze was tien jaar ouder dan haar zus Aisha.
Ibn Kathir schrijft echter in zijn biografie over Mohammed dat niemand betwist dat Aïsja zes jaar was ten tijde van het huwelijk met Mohammed en negen jaar bij de consummatie daarvan.

## De rol van Aïsja in de islam
Voor moslims is zij een belangrijk persoon, omdat veel Ahadith van Mohammed aan haar worden toegeschreven. Zij staat bij soennieten bekend als Moeder der Gelovigen. Volgens de soennieten stierf Mohammed met zijn hoofd in de schoot van Aïsja. Sjiieten zien Aïsja in een negatiever daglicht, omdat ze in opstand kwam tegen Ali ibn Abi Talib.